# Mouvement képlérien perturbé
Le mouvement képlérien perturbé désigne le mouvement d'une planète soumis à des perturbations. Il se résout au mieux actuellement via un intégrateur symplectique, qui n'est que la généralisation du travail de Clairaut, Laplace, Le Verrier, Delaunay, Poincaré, Weyl, Birkhoff, Moser, Jack Wisdom, etc.